# ポレアン
ポレアン、ポラン（フランス語: Pollein [pɔlɛ̃]）は、イタリア共和国ヴァッレ・ダオスタ州にある、人口約1,500人の基礎自治体（コムーネ）。

## 地理

### 位置・広がり

#### 隣接コムーネ
隣接するコムーネは以下の通り。
- アオスタ
- ブリソーニュ
- シャルヴンソ
- クアール
- サン＝クリストフ

## 行政

### 分離集落
ポレアンには、以下の分離集落（フラツィオーネ）がある。
- Chébuillet, Rabloz, Crêtes, Drégier, Chenaux, Chenières, Saint-Bénin, Tharençan, Moulin, Grand-Pollein, Petit Pollein, Donanche, Château, Autoport, Rongachet, Terreblanche, Tissonière